# TSG Ahlten
Die TSG Ahlten (offiziell: Turn- und Sportgemeinschaft Ahlten von 1896 e.V.) ist ein Sportverein aus dem Lehrter Ortsteil Ahlten.

## Geschichte
Der Verein wurde am 26. Oktober 1896 als MTV Germania Ahlten gegründet. Im Jahre 1920 gründete sich der Fußballverein FC Wacker Ahlten, der sich kurze Zeit später in SV 20 Ahlten umbenannte. Beide Vereine fusionierten im Jahre 1938 zum TSV Germania Ahlten. Schließlich nahm der Verein im Jahre 1946 den heutigen Namen an. Die TSG Ahlten bietet neben Fußball noch Gymnastik, Turnen, Gesundheitssport, Leichtathletik, Tanzen, Tennis, Tischtennis und Volleyball an.

## Abteilung Fußball
Der sportliche Aufschwung der Fußballerinnen begann Mitte der 1990er Jahre. Dem Aufstieg in die Bezirksklasse 1995 folgte der Aufstieg in die Bezirksliga vier Jahre später. Im Jahre 2004 stieg die Mannschaft in die Niedersachsenliga Ost auf und wurde dort fünf Jahre später Meister. Nach einem 6:1-Entscheidungsspielsieg gegen den ATSV Scharmbeckstotel gelang der Aufstieg in die Regionalliga Nord. Dort wurde in der Saison 2009/10 mit nur einem Punkt Rückstand der Klassenerhalt nur knapp verpasst.
Die B-Juniorinnen der TSG Ahlten schafften im Jahre 2013 erstmals den Aufstieg in die Bundesliga Nord-Ost, mussten aber nach einem Jahr wieder absteigen. Dort wurde die TSG erneut Niedersachsenmeister und erreichte in der Relegation gegen den VfL Oldesloe 2015 erneut den Aufstieg in die Bundesliga Nord-Ost.
Die Herrenmannschaft kam sportlich nicht über die Bezirksliga hinaus und tritt derzeit in der Kreisliga an.